# U Know It Ain't Love
Singles par Pitbull
International Love
(2011) Rock the Boat
(2011)
U Know It Ain't Love est une chanson du chanteur R.J. et du rappeur Pitbull sorti le 28 novembre 2011 en format numérique. La chanson a été écrite par Giovanbattista Giorgilli, Armando Christian Perez, Stephen Singer, Steve Obas, Shauna Gaye, Melissa McKenzie et produit par David May, Michel Schuhmacher, Marc "Marquito" Zibung. La version officielle est le remix du DJ David May. Pour accompagner la sortie du single, le clip sort le 25 novembre 2011 sur YouTube d'une durée de 3:39.

## Liste des pistes
Téléchargement numérique
1. U Know It Ain't Love (David May Radio Edit) - 3:23
2. U Know It Ain't Love (David May Extended Mix) - 4:19

## Crédits et personnels
- Chanteurs principaux : R.J. et Pitbull
- Producteurs : David May, Michel Schuhmacher, Marc "Marquito" Zibung
- Coproducteurs : Sebastian Knaak
- Paroles : Giovanbattista Giorgilli, Armando Christian Perez, Stephen Singer, Steve Obas, Shauna Gaye, Melissa McKenzie
- Label : BIP Records

## Classement par pays
| Classement (2011)                      | Meilleure position |
| -------------------------------------- | ------------------ |
| Allemagne (Media Control AG)           | 49                 |
| Autriche (Ö3 Austria Top 40)           | 52                 |
| Belgique (Flandre Ultratop 50 Singles) | 50                 |
| Belgique (Wallonie Ultratip 50)        | 38                 |
| Pays-Bas (Single Top 100)              | 18                 |
| Suisse (Schweizer Hitparade)           | 43                 |

## Historique de sortie
| Pays     | Date             | Format                   | Label       |
| -------- | ---------------- | ------------------------ | ----------- |
| Belgique | 28 novembre 2011 | Téléchargement numérique | BIP Records |